# Metal Gear Rising: Revengeance
Metal Gear Rising: Revengeance is een computerspel dat werd ontwikkeld door PlatinumGames en uitgebracht door Kojima Productions voor de PlayStation 3, Xbox 360 en Windows. Het hack and slash-spel kwam uit op 19 februari 2013.
Revengeance maakt onderdeel uit van de zijserie, en bevat een verhaal dat zich richt op het personage Raiden.

## Plot
Het is de negende canonieke game in de Metal Gear-serie en speelt zich af in 2018, vier jaar na de gebeurtenissen van Metal Gear Solid 4: Guns of the Patriots. Hoofdpersoon is Raiden, een cyborg die de confrontatie aangaat met de private militaire onderneming Desperado Enforcement.

## Personages
- Raiden
- Samuel Rodrigues
- Blade Wolf
- Boris Popov
- Kevin Washington
- Courtney Collins
- Doktor
- Mistral
- Monsoon
- Sundowner
- Steven Armstrong
- George
- N'mani
- Andrey Dolzaev
- Sunny
- Khamsin

## Ontvangst
Metal Gear Rising: Revengeance werd positief ontvangen in recensies. Men prees de doordachte gameplay, elementen uit de Metal Gear-serie als ondersteuning van het verhaal, de muziek, en de eindbaasgevechten. Enige kritiek was er op de camera in het spel en de lengte van de story mode.
Op aggregatiewebsite Metacritic heeft het spel een score van 80% (PS3), 82% (Xbox 360) en 83% (Windows). Het spel is ruim 1,1 miljoen keer verkocht.